# Xylocopa bimaculata
Xylocopa bimaculata är en biart som beskrevs av Heinrich Friese 1903. Xylocopa bimaculata ingår i släktet snickarbin, och familjen långtungebin. Inga underarter finns listade i Catalogue of Life.